# 谢斯特罗列茨克工厂
谢斯特罗列茨克工厂（俄语：Сестрорецкий инструментальный завод）位于俄罗斯圣彼得堡西北的謝斯特羅列茨克，是与伊热夫斯克兵工厂、圖拉兵工廠并列的沙皇俄国的三大兵工厂之一。

## 历史
谢斯特罗列茨克工厂是彼得大帝时期1721年6月建厂，1724年1月27日建成开始生产的第三个政府兵工厂。当地有谢斯特拉河水力可作为动力。工厂第一位主管是瑞典人克里斯汀·彼德罗（Christian Petrol），有683名工人。工厂专门生产步枪。后也为俄罗斯海军生产大炮。1780年，工厂差点被大火夷为平地。1799年重新开始生产。1867年，谢斯特罗列茨克工厂被私有化，1884年重新被国家控制。1880年至1894年间工人达2,500至2,600人，但后来又大幅减少。1894年谢尔盖·伊万诺维奇·莫辛上校接任工厂负责人。为生产M1891步枪，工厂新增206台机器，工人数量也增加。1898年有1000个工人每天工作8小时；1903年时工厂有1200个工人和940台机器工具，每年可生产约30000支步枪。苏俄著名的轻武器设计师弗拉基米尔·格里高利耶维奇·费德洛夫、费多尔·瓦西里耶维奇·托卡列夫、瓦西里·阿列克谢耶维奇·捷格加廖夫都曾在该工厂工作。
1917年工厂生产了110100支莫辛纳甘步枪。
十月革命前后，谢斯特罗列茨克工厂工人积极参加了彼得格勒的布尔什维克革命。1917年9月起准备武装起义。1904年入党的老布尔什维克亚历山大·尼古拉耶维奇·巴甫洛夫当选为工厂委员会主席。10月15日工厂向彼得格勒工兵苏维埃送去了5000支步枪。10月25日沃洛达尔斯基来到谢斯特罗列茨克呼吁起义。10月25日晚，在格里亚金斯基的领导下，谢斯特罗列茨克赤卫队（1000 人，由护士、工人和工人妻子组成的分队）调往彼得格勒，其中100人守卫斯莫尔尼宫。10月26日凌晨1点，由工厂委员会主席谢苗·彼得罗维奇·沃斯科夫率领的第二支赤卫队1500人从谢斯特罗列茨克抵达斯莫尔尼宫，攻占了13家印刷厂。1918年1月至1918年2月苏俄红军组建前，该工厂委员会主席沃斯科夫领导的赤卫队谢斯特罗列茨克支队参与了保卫维堡。
苏俄内战时由于芬兰白军和协约国干涉军有占据工厂的可能，1918年疏散了机器，费德洛夫和捷格加廖夫到科夫罗夫市组建了一座生产武器的工厂（即捷格加廖夫工厂）。把谢斯特罗列茨克从生产工厂改为铁路车辆维修厂。1918年10月又收到生产武器的任务，为苏俄红军生产步枪、卡宾枪、营地厨房设备、水桶、杯子、茶壶、盘子、机枪弹鼓等订货。1920年开始生产金属切削和量具、缝纫机梭。1922年，工厂完全转向生产金属切削和测量工具。1923年3月7日以工厂委员会主席沃斯科夫（1920年3月14日任红军步兵第9师政委，从邓尼金手中夺回了塔甘罗格后患斑疹伤寒在当地病逝）名字命名。1925年工厂的生产完全恢复，有1760名员工。1928年产量提高五倍。1930年工厂列入全苏仪表托拉斯。工厂第一个五年计划在2年半时提前完成。1933年新建了机床车间。1934年开始生产用于生产高精度工具的专用车床。1935年分立出机床厂，划归机床人民委员部。1937年至1939年工厂开始生产积分微分方程求解机器。 
1941年苏德战争爆发后，芬兰军队和德军逼近列宁格勒，1941年7月12日苏联政府颁布该工厂疏散令，7月14日工厂设备开始拆除。至7月底有1410人被疏散，其中包括631名工人，其余779人是家属（其中包括446名儿童）。整个8月，载有机床和设备的列车冒着轰炸从谢斯特罗列茨克出发前往东部。8月12日命名为仪器厂新西伯利亚分厂。8月29日最后两趟列车成功撤离列宁格勒州。疏散开始三个月后在新西伯利亚的一座服装和针织工厂的一栋四层楼作为新西伯利亚工具厂的生产车间开始了生产。8月29日后由于列宁格勒被围困，来不及疏散的设备被安置在列宁格勒已经疏散的 Krasny Instrumentalshchik 工厂的空荡荡的厂房中。9月，芬兰军队占领了别洛斯特罗夫。该工厂民兵部队设法夺回了别洛斯特罗夫，并阻止了芬兰军队沿 谢斯特拉河和Rzhavaya Ditch溢洪道的旧边界线上向列宁格勒推进。捷格加廖夫指示工厂留在列宁格勒的人员组织生产新型波波沙冲锋枪。至1941年12月25日生产了4150支冲锋枪提供给列宁格勒方面军。1942年4月17日起，在列宁格勒的工厂开始每天生产300枝冲锋枪。1942年12月开始生产复杂的苏达耶夫PPS-42和PPS-43。1943年第四季度开始，该工厂在不减少武器产量的情况下逐步恢复生产工具。谢斯特罗列茨克工具厂的新西伯利亚分厂恢复产能。疏散员工人数从1941年的631人增加到1943年2月的705人，这要归功于在拉多加湖冰上的人员疏散。战争期间，大约400名工人应征入伍参战，237人获得了战斗勋章，其中有一名苏联英雄，114人阵亡。另有187人作为平民死于战争。
1946年，谢斯特罗列茨克只有一个生产小型钻头的车间。旧设备留在新西伯利亚工具厂，从德国的什托克工厂拆卸的设备被运到谢斯特罗列茨克。1947年非标准工具车间投入运营。新西伯利亚分厂的员工被允许返回列宁格勒。705名员工中有45人希望留在新西伯利亚。1948年重建铸造车间、钻头车间、模具车间。1949年工厂首次开始生产硬质合金刀具。
1971年6月18日该工厂被授予十月革命勋章，以纪念其成立250周年。
2009年10月30日工厂关闭。